# Lema confusa
Lema confusa är en skalbaggsart som beskrevs av Louis Alexandre Auguste Chevrolat 1835. Lema confusa ingår i släktet Lema och familjen bladbaggar. Inga underarter finns listade i Catalogue of Life.